# Mas Cambios
Albums de Herman Düne
The Whys And The Hows of Herman Düne & Cerberus Shoal
(2002) Mash Concrete Metal Mushrooms
(2003)
Mas Cambios est un album de Herman Düne, paru en 2003 chez Track And Field. Il a été enregistré à Coney Island, avec la participation de Laura Hoch, Spencer Chekadis, Turner Cody, Jack Lewis (en), Mike Rechner, Doug Black, Diane Cluck et The Flower Choir Ensemble.

## Liste des morceaux
1. With a Fistful of Faith
2. Red Blue Eyes
3. Show Me the Roof
4. My Friends Kill My Folks
5. In the Summer Camp
6. In August
7. You Stepped On Sticky Fingers
8. Sunny Sunny Cold Cold Day
9. At Your Luau Night
10. Winners Lose
11. The Static Comes From My Broken Heart
12. So Not What I Wanted